# Каретный вагон
 Каретный вагон  — исторический тип железнодорожных пассажирских вагонов, в котором пассажиры размещались в нескольких отдельных изолированных друг от друга отсеках (купе), каждый из которых имел индивидуальный выход наружу, но отсутствовал сквозной проход (коридор), по которому можно было бы перемещаться внутри вагона. Вагоны этого типа ранее были широко распространены почти во всей Европе и использовались до 1960-х годов, в то время как на железных дорогах России и США уже во второй половине XIX века были вытеснены пассажирскими вагонами других типов.

## Общее описание конструкции, её эволюция

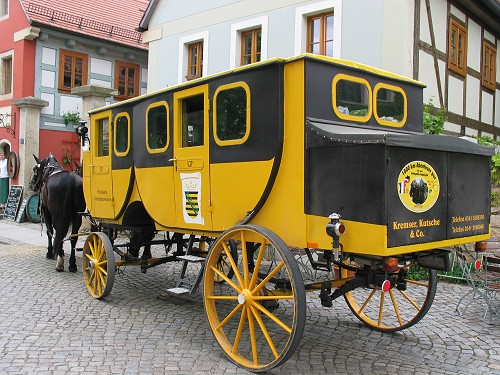
Дилижанс — прямой предок железнодорожного пассажирского вагона

По внешнему виду такой вагон действительно отдалённо напоминает карету, а точнее — её частную разновидность, почтовый дилижанс.
Вагон обычно разделён на несколько не сообщающихся друг с другом отсеков-купе (минимум три). В каждом отсеке имеются двери, выходящие на обе стороны вагона, предназначенные для посадки и высадки пассажира. Как это было принято в каретах, в каждом купе (отсеке) имеется по шесть окон — по одному окну в двери и по два окна сбоку от двери. Межвагонных переходов с торцевыми дверями у таких вагонов нет.
Двери распахиваются наружу. Открытая дверь выходила за габарит вагона. Под дверью каждого купе имеются ступеньки для спуска на перрон. Ниже ступенек вдоль всего вагона иногда тянется подножка, предназначенная для перемещения между отсеками (купе) и между вагонами.
Существовали как двухосные, так и трёхосные и четырёхосные вагоны.
Борта вагонов часто закруглялись книзу для того, чтобы ступеньки и подножки не выходили за габарит вагона. Это закругление также придавало вагонам сходство с каретой.
Рама и корпус каретных вагонов в XIX веке обычно изготавливались из дерева. В начале XX века распространяется применение стальных рам, чуть позднее — цельнометаллические вагоны.
Каретные вагоны были постепенно вытеснены конструкциями с центральными и боковыми коридорами между отдельными купе и переходами между вагонами.

## В Великобритании

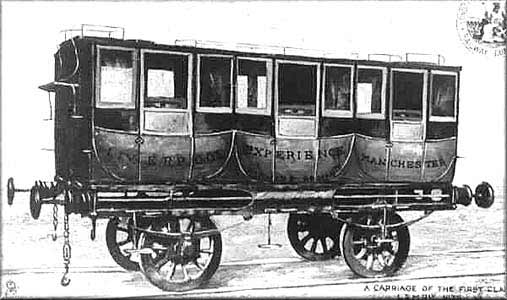
Английский пассажирский железнодорожный вагон, около 1830-х годов

Вагоны такого типа возникли в Великобритании на самой заре железнодорожной эры. В условиях, когда вагоностроение только зарождалось, очевидным решением было поставить на железнодорожное шасси кузов почтового дилижанса. На европейском континенте подобного типа вагоны называли вагонами «английской системы».

## Во Франции

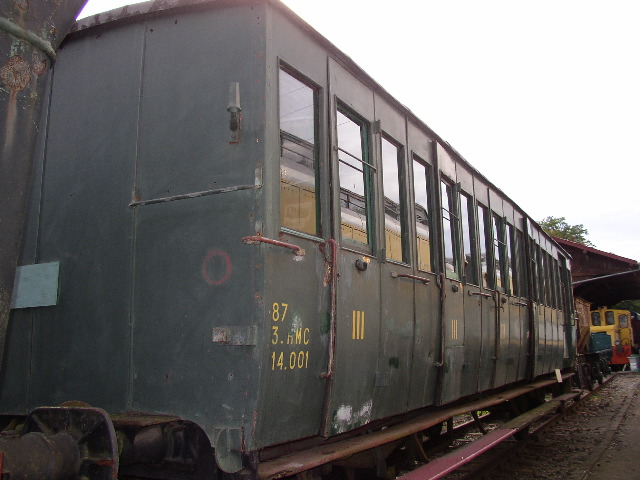
Вагон Voiture État выпускался с 1902 по 1927 год компанией Chemins de Fer de l’Ouest

Во Франции вагоны подобного типа выпускались вплоть до 1927 года. В послевоенный период вагоны, не выработавшие свой ресурс, подвергались модернизации (встраивался боковой коридор).
Также во Франции были распространены двухэтажные вагоны с отдельными секциями на первом этаже и открытым верхним этажом - империалом (фр. Voiture à Impériale).
Окончательно каретные вагоны были выведены из эксплуатации в 1960-е — 1970-е годы.

## В Италии

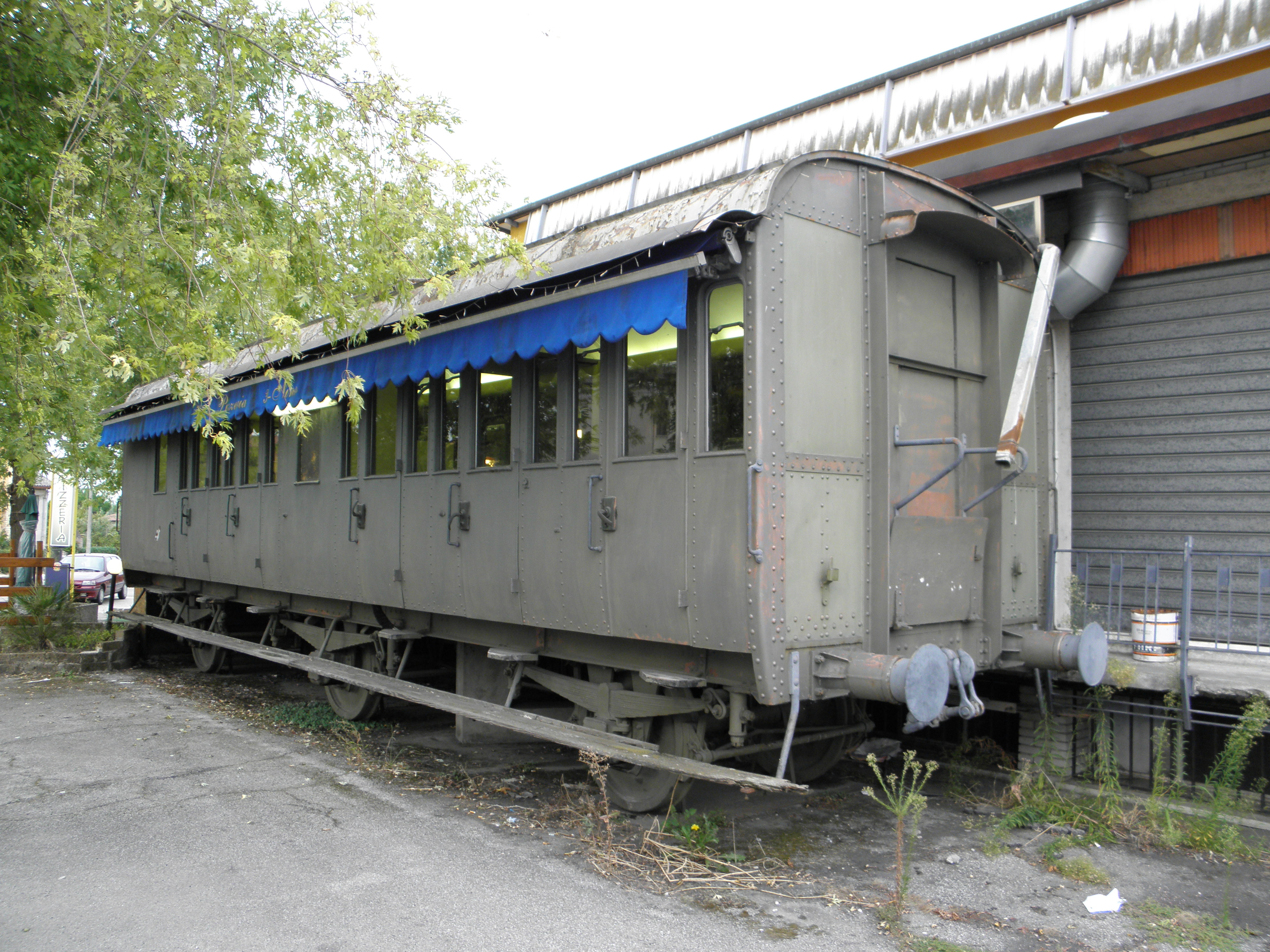
Итальянский трёхосный вагон "Centoporte tipo 1931R" после реставрации

В Италии вагоны подобного типа получили прозвище Centoporte (буквальный перевод "сто дверей") иногда Mille Porte ("тысяча дверей"). В этой стране они задержались в производстве и эксплуатации, пожалуй, дольше, чем в любом другом конце Земного шара. Последние "стодверные" вагоны были выпущены в 1960-м году, а в эксплуатации на местных линиях они сохранялись до 1980-х годов. Но эти вагоны уже были оборудованы коридором и переходами между вагонами.

## В Германии
До 1880-х годов в Пруссии использовались двухосные вагоны с дверьми для отдельных пассажирских отсеков, соединение между отсеками отсутствовало. С 1895 года, после национализации железных дорог, закупаются трёхосные и четырёхосные вагоны. Позже в этих вагонах создаются переходы между отсеками, чтобы обеспечить пассажирам доступ к туалету. С появлением в конце XIX века спальных вагонов, каретные вагоны постепенно выводятся на линии местного сообщения.

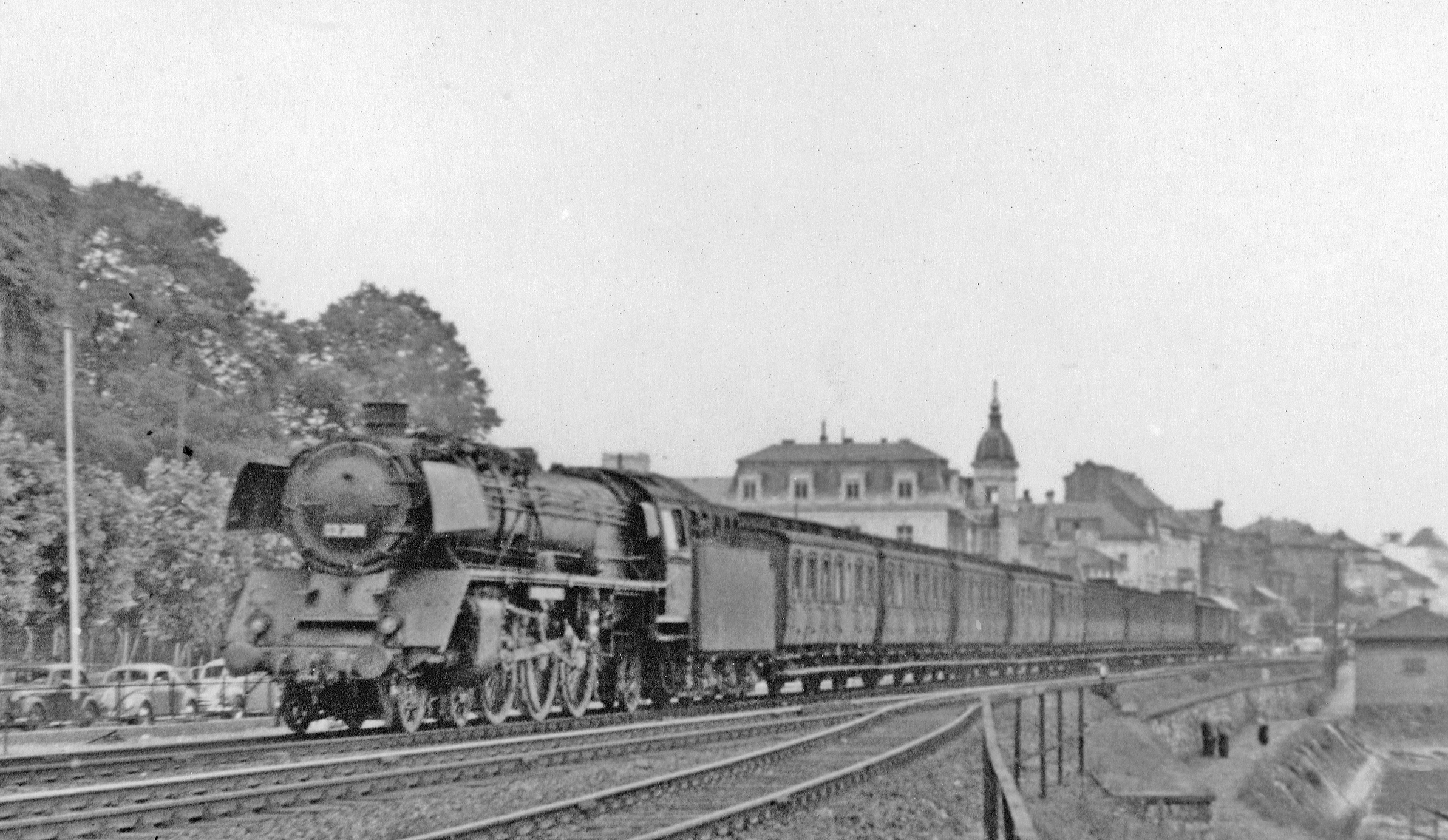
Поезд с трёхосными каретными вагонами прусского типа следует по железным дорогам ФРГ, 1954 год

После Второй Мировой войны железные дороги как в Западной, так и в Восточной Германии столкнулись с проблемой дефицита подвижного состава. Частично эта проблема решалась за счёт модернизации старого подвижного состава.
На Железных дорогах ФРГ такая модернизация получила название Umbauwagen. В ходе модернизации на сохранившиеся трёхосные тележки и рамы ставились современные кузова. В новых кузовах уже отсутствовало деление на отсеки и многочисленные выходящие прямо на перрон двери. Появлялись межвагонные переходы.

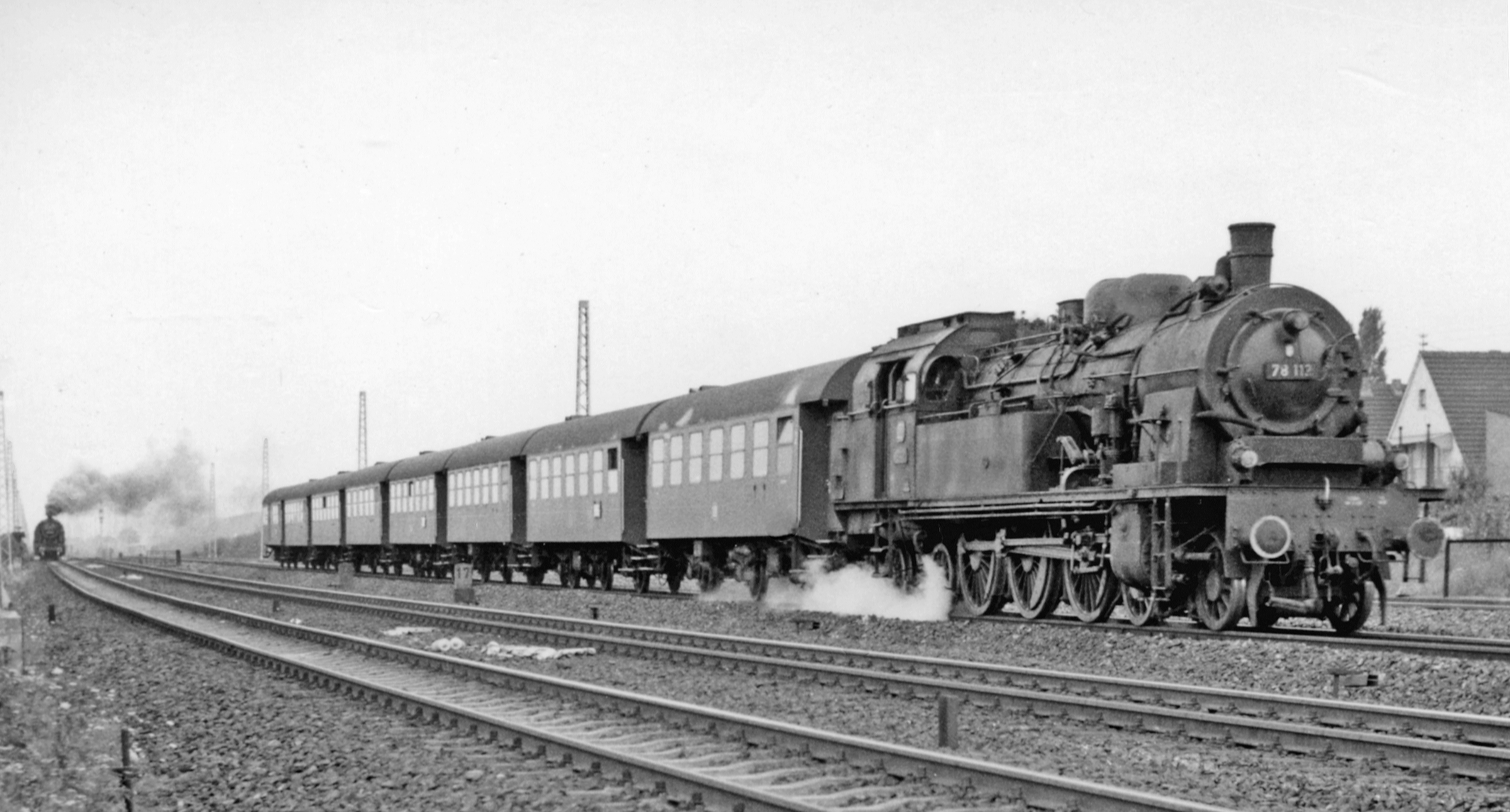
Поезд с прошедшими модернизацию бывшими каретными вагонами, железные дороги ФРГ, 1961 год

В ГДР вагоны, полученные в результате похожей модернизации, получили название Rekowagen. Модернизация также состояла в установке на старые тележки новых кузовов. Вагоны Rekowagen использовались на Восточногерманской железной дороге до 1991 года.

## В Польше

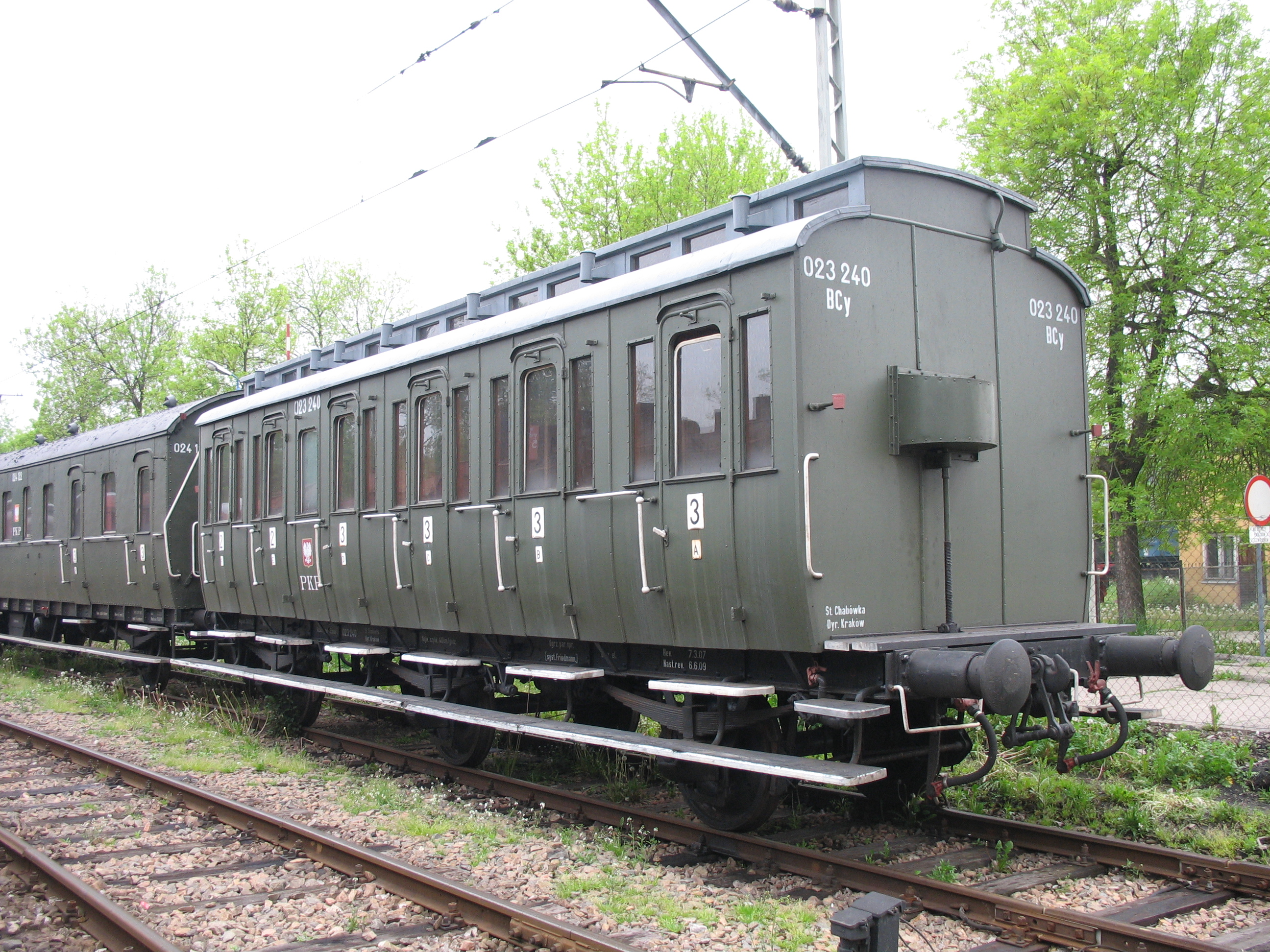
Вагон прусского производства в музее под открытым небом в Хабувке, Польша

В результате Первой и Второй мировых войн подвижной состав Польских государственных железных дорог пополнился значительным запасом каретных вагонов прусского и немецкого производства. Эти вагоны (по-польски — бочняк, Boczniak) широко использовались в регулярном движении вплоть до начала 1970-х гг.

## В России
Вагоны каретного типа были первыми вагонами на русских железных дорогах, они появились при открытии Царскосельской линии 30 октября 1837 г.
Распространению вагонов каретного типа способствовала монополия Главного общества российских железных дорог, функционеры которого в конце 1850-х — начале 1860-х закупали готовые вагоны у европейских производителей. У данных вагонов отсутствовал сквозной коридор, тамбуры, туалеты, умывальники и печь. Двери в купе распахивались наружу и выходили за габаритные размеры. При распахивании двери зимой мгновенно происходило выхолаживание отсека (купе). В вагонах отсутствовали спальные места. Для посещения туалета пассажирам требовалось с риском для жизни выйти из купе и, держась за поручни, карабкаться по мостикам вдоль внешней стены вагона в багажный вагон, где имелся туалет.
По данным историка Алексея Вульфова, начиная с 1860-х годов русские пассажирские вагоны существенно отличались от западноевропейских. Классический русский вагон «имел сквозной проход, тамбуры для утепления со входными дверями и нередко не одну, а две печи».
Между тем на линии Петербург—Ораниенбаум каретные вагоны применялись вплоть до начала Первой мировой войны, при этом предназначались они исключительно «для особ высочайшего двора» и имели четыре купе.

## Достоинства и недостатки
Пассажиры могли быстро, не мешая друг другу, заполнять и покидать вагоны. Значительно бо́льшая часть площади вагона, в сравнении с коридорной компоновкой, использовалась для размещения пассажиров.
С другой стороны, пассажиры во время движения поезда не могли пользоваться туалетом или посещать вагон-ресторан, а персоналу поезда приходилось карабкаться по внешней стороне вагона на подножках, чтобы проверить билеты, что приводило к многочисленным происшествиям с травмами и смертельным исходом. Для того, чтобы дать возможность пассажирам пообедать и посетить туалет, приходилось делать длинные остановки на станциях.
Пассажиры становились жертвами преступников. Так, в 1860 гoду Виктор Пуансо, президент французского Императорского суда, в поезде Мюлуз — Париж был убит: попутчик произвёл три выстрела из пистолета, забрал все деньги и спрыгнул с поезда на ходу. Преступник так и не был найден. В 1864 году схожим образом погиб Томас Бриггс, английский банкир, которого грабитель, Франц Мюллер, убил, после чего выбросил тело из купе. Французская комиссия, созданная после убийства Пуансо, порекомендовала улучшить связь между купе, добавив переговорные отверстия в перегородки (Германия и Бельгия уже имели систему сигнализации). Комиссия также рекомендовала подножки для возможности перехода из одного купе в другое, но решение вопроса пришло лишь с принятием американской системы (с проходом посередине вагона) и, наконец, с появлением, по инициативе Э. Г. фон-Вальдегга, современного плана вагона со сдвижными дверями купе и боковым проходом.

## Применение в современном мире

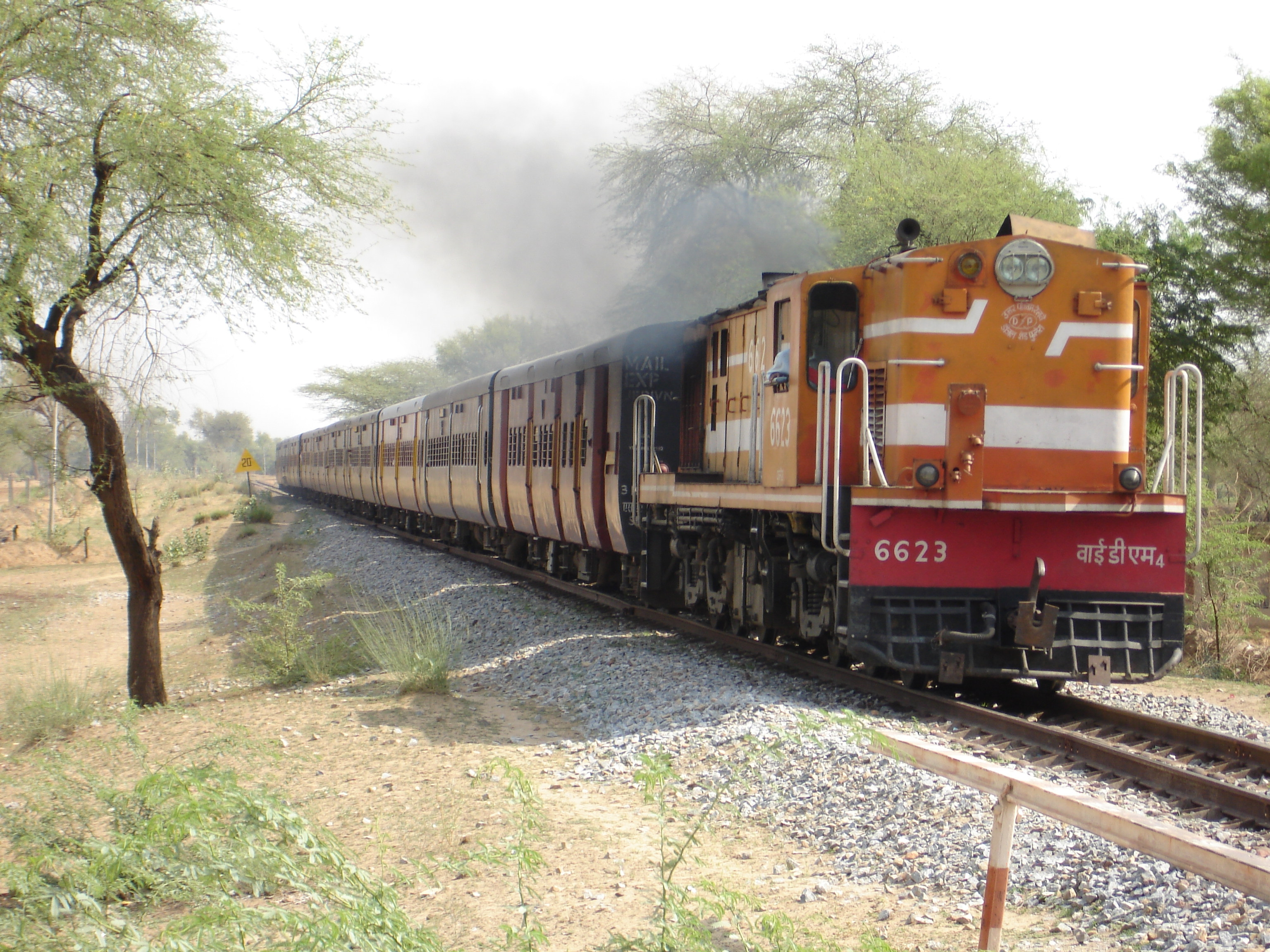
Пассажирский поезд на тепловозной тяге на линии с шириной колеи 1000 мм (Железные дороги Индии)

Близкие по конструкции вагоны применяются для пассажирских перевозок на небольшие расстояния на некоторых узкоколейных и микроколейных железных дорогах в различных частях света. Габариты подвижного состава таких дорог не позволяют организовать коридор между отсеками, а небольшие расстояния допускают отсутствие туалетов и вагонов-ресторанов.

## В культуре
Конрад Лоренц в работе «Оборотная сторона зеркала» приводит каретный вагон в качестве типичного примера консерватизма в развитии культуры.

Сначала на железнодорожные рельсы попросту поставили карету; затем оказалось, что база — расстояние между осями колесных пар — недостаточно велика; ее увеличили и тем самым удлинили весь вагон. Но вместо того, чтобы, как было бы разумно, свободно сконструировать новую карету, подходящую к длинной базе, выстроили невероятным образом ряд обыкновенных карет, одну за другой. Эти кареты "склеились" друг с другом по торцовым стенкам и превратились в купе, но при этом остались без изменений боковые двери, с большими окнами в них, и меньшие окна спереди и сзади дверей. Стенки, разделяющие купе. остались в целости, так что кондуктору приходилось перемещаться снаружи, для чего был устроен ряд ручек и проходящая вдоль всего поезда подножка... Такое в самом прямом смысле боязливое следование однажды испытанному и нежелание испробовать что-нибудь совсем новое типичны для магического мышления. Но нигде эти свойства не проявляются яснее, чем в тех технических изделиях, где они препятствуют очевидным решениям задач.